# José Riga
José Riga (Luik, 30 juli 1957) is een Belgische voetbalcoach en voormalig voetballer van Spaanse origine. Sinds 2000 is Riga regelmatig te zien als studiogast bij voetbalprogramma's van de RTBF. Hij geeft voornamelijk uitleg bij wedstrijden van het EK en WK.

## Spelerscarrière
Riga was een technische voetballer die bij de jeugd van het bescheiden JS Haccourt begon, een clubje in de buurt van Luik. Zijn grootste successen kende hij bij vierdeklasser CS Visé, waarvoor hij elf seizoenen voetbalde. In 1985 keerde Riga terug naar Haccourt. Toen hij vier jaar later ernstig geblesseerd raakte, besloot hij te stoppen met voetballen.

## Trainerscarrière

### Beginjaren
Enkele jaren na zijn afscheid als speler kwam Riga opnieuw bij Haccourt terecht. Hij werd er in 1991 trainer. De kleine club met beperkte middelen bleek een goede leerschool te zijn voor de jonge coach. Hij hield Haccourt in Tweede Provinciale en verhuisde in 1996 naar Angleur, waar hij aan de slag ging bij reeksgenoot Espanola Liège. Met die club dwong hij de promotie af. Ondanks zijn bescheiden palmares viel Riga ook in die dagen al door zijn manier van werken. Het leverde hem in 2000 een overstap op naar zijn ex-club Visé.

### Eerste keer Visé en Standard
Riga werd in 2000 hoofdcoach bij Visé, dat toen net naar Derde Klasse was gezakt. De Waalse coach loodste de club in zijn eerste seizoen meteen terug naar Tweede Klasse. In 2002 ruilde hij Visé in voor Sprimont Comblain Sport, waar hij slechts één seizoen bleef. In 2003 kreeg hij immers de unieke kans om bij de Belgische topclub Standard Luik te gaan werken. Riga werd gedurende twee seizoenen de assistent van hoofdcoach Dominique D'Onofrio.

### RAEC Mons
Nadien werd hij opnieuw zelf hoofdcoach. Riga tekende een contract bij RAEC Mons, dat toen net uit de hoogste afdeling was gedegradeerd. Onder zijn leiding maakte de Henegouwse club een seizoen later opnieuw haar opwachting in Eerste Klasse. De club flirtte vervolgens een jaar lang met de degradatie maar kon zich uiteindelijk toch van het behoud verzekeren. In januari 2008 zette Bergen hem aan de deur wegens slechte resultaten.

### Tweede keer Visé en Standard
Enkele maanden later keerde Riga terug naar Visé. Ditmaal werd hij er technisch directeur. Onder zijn toezicht werd Visé in 2010 kampioen in Derde Klasse. Een jaar later greep de club net naast de eindronde. De opmars van Visé bleef niet onopgemerkt en leverde Riga een terugkeer naar zijn oude werkgever Standard op. In juni 2011 stapte zijn collega Dominique D'Onofrio op als coach van de Rouches. Voorzitter Roland Duchâtelet stelde Riga enkele weken later aan als zijn opvolger. Na het seizoen 2011/12, waarin Standard vijfde werd en naast een Europees ticket greep, stapte Riga zelf op.

### Aspire Academy en AC Milan
Na zijn ontslag bij Standard trok Riga naar Qatar. Hij werd er verantwoordelijk voor het opleiden van jonge spelers in de Aspire Academy, de nationale voetbalacademie van Qatar. Zijn zoon was al langer aan de slag bij de academie. In februari 2013 keerde hij omwille van familiale redenen terug naar België. Een maand later kreeg hij een baan binnen het technisch departement van de Italiaanse topclub AC Milan.

### Charlton Athletic
Op 11 maart 2014 werd Riga aangesteld als coach van Charlton Athletic, de Engelse tweedeklasser die twee maanden eerder eigendom was geworden van Standard-voorzitter Roland Duchâtelet. Onder Riga's leiding slaagde de club erin om niet te degraderen. In mei 2014 nam hij afscheid van de club. Hij werd opgevolgd door zijn landgenoot Bob Peeters.

### Blackpool
Riga tekende in de zomer van 2014 een contract bij reeksgenoot Blackpool, maar reeds in oktober 2014 kwam er een einde aan de samenwerking. Hij bekritiseerde openlijk het transferbeleid van de club. Toen Blackpool vervolgens drie keer op rij verloor, mocht Riga vertrekken. Hij werd opgevolgd door Lee Clark.

### Standard Luik
In februari 2015, drie jaar na zijn afscheid bij Standard, keerde Riga terug naar Luik. Het was de derde keer in zijn carrière dat hij bij een club van Roland Duchâtelet aan de slag ging. Riga trad bij Standard in de voetsporen van Ivan Vukomanović, die zelf in oktober 2014 Guy Luzon had opgevolgd. Onder Riga plaatste Standard zich voor play-off I. De Rouches konden niet tot het einde meestrijden om de titel en moesten tevreden zijn met een vierde plaats. Na het seizoen stapte Riga opnieuw op.

### FC Metz
In juni 2015 volgde Riga Albert Cartier op als trainer van FC Metz, dat toen net uit de Ligue 1 was gedegradeerd. Hij tekende hier voor twee seizoenen. Op 23 december 2015 werd Riga ontslagen en opgevolgd door een oud-speler van de club, Philippe Hinschberger.

### Cercle Brugge
In november 2016 nam José Riga het roer over van Vincent Euvrard bij Cercle Brugge, die vervangen werd vanwege slechte resultaten. Cercle Brugge had dit seizoen als doelstelling het kampioenschap. Uiteindelijk behoedde José Riga Cercle Brugge van degradatie in de Play Offs. Riga blijft seizoen 2017/18 trainer bij Cercle Brugge, die onder impuls van Monaco mikt op Eerste Klasse A. Op 16 oktober 2017 werd hij na slechte seizoensstart op straat gezet. Later die dag werd bekend dat Franky Vercauteren zijn opvolger zou zijn.

### Club Africain Tunis
Na bijna een jaar zonder club gezeten te hebben, werd Riga in juli 2018 de nieuwe trainer van Club Africain Tunis, de regerende vicekampioen in Tunesië. Op 9 oktober 2018 werd Riga ontslagen bij de Tunesische club nadat hij met zijn team slechts 4 op 12 had gesprokkeld tijdens de eerste vier speeldagen van de competitie.

### URSL Visé
Op 14 oktober 2019 trad Riga aan als trainer van URSL Visé, de geestelijke opvolger van zijn ex-club CS Visé die in 2015 op de fles was gegaan.